# Profesor Tutka
Profesor Tutka – postać fikcyjna, bohater opowiadań Jerzego Szaniawskiego. Opowiadania ukazywały się początkowo na łamach tygodnika „Przekrój”. Później autor opublikował je w dwóch tomach Profesor Tutka i inne opowiadania (1954) oraz Profesor Tutka: Nowe opowiadania (1962). Na ich podstawie realizowano serial telewizyjny Klub profesora Tutki (1966–1968).
Niewiele wiadomo o Profesorze Tutce. Z chwilą, kiedy toczy się akcja opowiadań jest już starszym, eleganckim mężczyzną. Wiadomo, że w młodości dużo podróżował. Obecnie często przesiaduje w kawiarni wraz z przyjaciółmi – sędzią, mecenasem, doktorem i rejentem. Rozmowy, które z nimi prowadzi są tematem opowiadań.
Zwykle jeden z rozmówców porusza jakiś temat – wtedy Tutka opowiada historie ze swojego życia, bardziej lub mniej luźno związaną z owym tematem. Jego opowieści nadają z pozoru banalnym historyjkom nieoczekiwane sensy.
W serialu, nakręconym na podstawie opowiadań (w reżyserii Andrzeja Kondratiuka), Klub profesora Tutki w roli tytułowej wystąpił Gustaw Holoubek.